# من أجل القضية
من أجل القضية هو فيلم مغربي من إخراج حسن بنجلون سنة 2019، وبطولة كل من الفلسطيني رمزي مقدسي، والفرنسية جولي دراي، والمغاربة عبد الغني الصناك، حسن باديدة، أسماء بنزاكور، وآخرون. 

## القصة
يعزمُ العازف الفلسطيني (كريم) والمغنية الفرنسية (سيرين) الخروج من المغرب تجاه الجزائر، من أجل المشاركة في حفل لفريقهما الغنائي في وهران، لكن وبسبب الحدود الجزائرية المغربية يجدان أنفسهما ممنوعين من دخول الجزائر، ومن العودة إلى المغرب كذلك، ليكونا حبيسا الجسر الرابط بين البلدين.

## روابط خارجية
- من أجل القضية على موقع IMDb (الإنجليزية)
- من أجل القضية على موقع قاعدة بيانات الفيلم (الإنجليزية)
- من أجل القضية على موقع ليتربوكسد (الإنجليزية)